# Tushita Tesserae
Le Tushita Tesserae sono una struttura geologica della superficie di Venere.